# محمد قرانيا
محمد قرانيا (1941-) هو كاتب سوري، ولد في أريحا في محافظة إدلب، حصل على ليسانس في اللغة العربية وآدابها من جامعة حلب في 1973، وعمل مستشارًا في الهيئة العامة السورية للكِتاب، أسس فرع اتّحاد الكتّاب العرب بإدلب، وترأسه منذ تأسيسه في 1994 حتى 2002، وهو مقرّر جمعية أدب الأطفال في اتّحاد الكتّاب العرب، وأمين سرّها منذ 1996، كان عضو هيئة تحرير مجلّة «ماما ياسمين» الكويتية للأطفال.

## مؤلفات
صدرت له عدة أعمال أدبية، منها:
- شعر الأطفال في سوريّة، دراسة، اتّحاد الكتاب العرب، دمشق 1996.
- قصائد الأطفال في سوريّة، دراسة، اتّحاد الكتّاب العرب، دمشق 2003.[3]
- ظواهر التجديد في قصائد الأطفال في سورية، دراسة، اتّحاد الكتّاب العرب، دمشق 2008.[4]
- دمشق، معالم وتاريخ، بمناسبة: دمشق عاصمة للثقافة العربية، الهيئة العامة للكتاب، وزارة الثقافة، دمشق 2008.
- جماليات القصّة الحكائيّة للأطفال في سورية، دراسة، اتّحاد الكتّاب العرب، دمشق 2009.[5]
- تجلّيات قصّة الأطفال، التجربة السورية، دراسة، اتّحاد الكتّاب العرب، دمشق 2010.[6]
- نصوص مسرحية للأٍطفال، مشترك، دائرة الثقافة والإعلام، حكومة الشارقة 3005.
- ليلة سمر، رواية، الشركة العالميّة، بيروت 1996.
- أنتِ أحلى، قصص قصيرة، الشركة العالميّة، بيروت 1996.
- ثلاث ليالٍ من ليالي ألف ليلة، قصص قصيرة، اتّحاد الكتّاب العرب، دمشق 1999.[7]
- زقزقة عصافير، قصص قصيرة جداً، اتّحاد الكتّاب العرب، دمشق 2000.[8]
- الستائر المخملية، دراسة الأنثى في الرواية السورية، اتّحاد الكتّاب العرب، دمشق 2004.[9]
- بنات بلدنا، رواية، اتّحاد الكتّاب العرب، دمشق 2006.[10]
- النزوع العنصري في الأدب الصهيوني، اتّحاد الكتّاب العرب، دمشق، 2011.[11]
- أطياف قصص الأطفال في سورية، اتّحاد الكتّاب العرب، دمشق 2013.[12]
- جماليّاتُ القصيدةِ الطفليّة في سوريَة، اتّحاد الكُتّاب العرب، دمشق، عام 2015.[13]

من مؤلفاته في أدب الأطفال:
- نوادر وفكاهات أدبية، دمشق 1965.
- أريحا عروس مصايف الشمال، المطبعة العربيّة، حلب 1975.
- سلسلة مازن الصغير، مازن والخاتم المسحور، المطبعة العربيّة، حلب 1976.
- سلسلة مازن الصغير، الأمير مازن، المطبعة العربيّة، حلب 1976.
- سلسلة مازن الصغير، مازن والقطة شامة، المطبعة العربيّة، حلب 1976.
- سلسلة مازن الصغير، مازن ونبيلة، المطبعة العربيّة، حلب 1976.
- سلسلة مازن الصغير، بطولة مازن، المطبعة العربيّة، حلب 1976.
- وسام من الياسمين، قصص قصيرة للأطفال، المطبعة العربية، حلب 1979.
- المجد للطفولة، شعر للأطفال، المطبعة العربية، حلب 1980.
- القمر يحب الأطفال، شعر الأطفال، وزارة الثقافة، دمشق 1986.
- نهر الحبّ، شعر الأطفال، وزارة الثقافة، دمشق 1994.
- الصخرة والبحر، قصص للأطفال، اتّحاد الكتّاب العرب، دمشق 1995.
- ألعابنا الحلوة، شعر للأطفال، وزارة الثقافة، دمشق 1996.
- سرب عصافير، قصص للأطفال، اتّحاد الكتّاب العرب، دمشق 2001.
- أين تنام الشمس، قصة للأطفال، الجائزة الرابعة لقصة الطفل العربي في دولة الإمارات العربية (أبوظبي) لعام 2004، أنجال الشيخ هزّاع.
- حكايات الأميرات، الأميرة بدر الدجى، دار البابا، حلب 2005.[14]
- حكايات الأميرات، الأميرة قمر الزمان، دار البابا، حلب 2005.[15]
- حكايات الأميرات، الأميرة المسحورة شمس الزمان، دار البابا، حلب 2005.[16]
- حكايات الأميرات، الأميرة بسمة القمر، دار البابا، حلب 2005.[17]
- حكايات الأميرات، الأميرة والوحش، دار البابا، حلب 2005.[18]
- حكايات الأميرات، سندريلا، دار البابا، حلب 2005.[19]
- حكايات الأميرات، ثوب الزوجة المغرورة، دار البابا، حلب 2005.[20]
- حكايات الأميرات، الأميرة نور الليل، دار البابا، حلب 2005.[21]
- استراحة الأطفال، قصص للأطفال، دار البابا، حلب 2005.
- أغنية للحلوة ماما، شعر للأطفال، دار البابا، حلب 2005.
- وردٌ وعصافير، قصص للأطفال، وزارة الثقافة، دمشق 2005.
- حكايات العصافير، القطّة والعصفور، مترجم للغة الإنكليزيّة، دار البابا، حلب 2009
- حكايات العصافير، الثعلب المحتال، مترجم للغة الإنكليزيّة، دار البابا، حلب 2009
- حكايات العصافير، الديك والدجاجة، مترجم للغة الإنكليزيّة، دار البابا، حلب 2009
- حكايات العصافير، الفيل والأرنب، مترجم للغة الإنكليزيّة، دار البابا، حلب 2009
- حكايات مسليّة للأطفال، لأطفال الروضة، الفَأْرُ أَقْوى مِنَ الجَميعِ، دار البابا، حلب 2010
- حكايات مسليّة للأطفال، لأطفال الروضة، الثَّعْلَبُ وَالذِّئْبُ، دار البابا، حلب 2010
- حكايات مسليّة للأطفال، لأطفال الروضة، الأَطْفالُ وَالضَّفادِعُ، دار البابا، حلب 2010
- حكايات مسليّة للأطفال، لأطفال الروضة، الطِّفْلُ وَالْحَمامَةُ، دار البابا، حلب 2010
- غزّة في العينين، شعر للأطفال، وزارة الثقافة والفنون والتراث، قطر، عام 2010
- عصافير مغرّدة، شعر لأطفال الروضة، وزارة الثقافة، دمشق 2010
- سامحيني يا ماما، مجموعة قصص للأطفال، جائزة المزرعة الأولى، السويداء 2011.

## جوائز
- الجائزة الأولى في قصص الأطفال: نقابة المعلمين المركزية في سورية، عن قصة الصخرة والبحر، دمشق 1989.
- الجائزة الأولى في النقد الأدبي: عن تجلّيات الحداثة في القصة العربية، الأسبوع الأدبي– اتّحاد الكتّاب العرب - دمشق 1993.
- الجائزة الأولى في المسرح: عن مسرحية الصياد والوكر، مجلة الموقف الأدبي– اتّحاد الكتّاب العرب– دمشق 1994.
- الجائزة الثالثة في الدراسة الأدبية– مركز ماجد أبو شرار– دمشق 2000.
- الجائزة الأولى في الدراسة والبحث الأدبي في أدب الأطفال– وزارة الثقافة، ومنظمة اليونسيف– دمشق 2002.
- الجائزة الرابعة لقصة الطفل العربي في دولة الإمارات العربية (أبوظبي) لعام 2004
- الجائزة الثالثة للقصة- مجلّة الموقف الأدبي– اتّحاد الكتّاب العرب- دمشق 2007
- الجائزة التشجيعية لأدب الأطفال، اتّحاد الكتّاب العرب، دمشق، عام 2008
- جائزة المزرعة الأولى، قصص الأطفال، السويداء، 2011.
- شهادة الدكتوراه الفخرية من جامعة مسعود للكُتّاب والأدباء، جمهورية مصر العربية – 29/1/2021

تكريمات
- تكريم رئاسة اتّحاد الكتّاب العرب عن مجموع مؤلّفات أدب الأطفال عام 2005.
- تكريم وزير الثقافة لأديب الأطفال 2008.
- تكريم لجنة مهرجان أبي العلاء المعري الثاني عشر لأديبٍ من المحافظة، معرة النعمان 2009.
- تكريم القيادة القطرية، مكتب التربية، ونقابة المعلمين في سورية، في أسبوع اللغة العربية، دمشق، مكتبة الأسد- 2010.
- تكريم وزير الثقافة في دولة قطر للفوز بجائزة الدولة لأدب الطفل، في مجال الشعر، دولة قطر، الدوحة 2010.
- تكريم رئاسة اتّحاد الكُتّاب العرب للأدباء أعضاء الاتحاد، المركز الثقافي بحلب – 2020.